# Немага (Небраска)
Немага (англ. Nemaha) — селище (англ. village) в США, в окрузі Немага штату Небраска. Населення — 114 особи (2020).

## Географія
Немага розташована за координатами 40°20′20″ пн. ш. 95°40′33″ зх. д. / 40.33889° пн. ш. 95.67583° зх. д. (40.338801, -95.675965).  За даними Бюро перепису населення США в 2010 році селище мало площу 0,79 км², уся площа — суходіл.

## Демографія
Згідно з переписом 2010 року, у селищі мешкало 149 осіб у 71 домогосподарстві у складі 36 родин. Густота населення становила 190 осіб/км².  Було 90 помешкань (115/км²).
Расовий склад населення:
| - 99,3 % — білих - 0,7 % — чорних або афроамериканців |

До двох чи більше рас належало 0,0 %. Частка іспаномовних становила 0,0 % від усіх жителів.
За віковим діапазоном населення розподілялося таким чином: 22,1 % — особи молодші 18 років, 55,1 % — особи у віці 18—64 років, 22,8 % — особи у віці 65 років та старші. Медіана віку мешканця становила 46,2 року. На 100 осіб жіночої статі у селищі припадало 106,9 чоловіків;  на 100 жінок у віці від 18 років та старших — 110,9 чоловіків також старших 18 років.
Середній дохід на одне домашнє господарство  становив 37 981 долар США (медіана — 29 500), а середній дохід на одну сім'ю — 49 956 доларів (медіана — 43 438). За межею бідності перебувало 16,1 % осіб, у тому числі 15,4 % дітей у віці до 18 років та 7,3 % осіб у віці 65 років та старших.
Цивільне працевлаштоване населення становило 59 осіб. Основні галузі зайнятості: транспорт — 39,0 %, мистецтво, розваги та відпочинок — 18,6 %, освіта, охорона здоров'я та соціальна допомога — 15,3 %, роздрібна торгівля — 13,6 %.